# Deirdre Clancy
Deirdre Clancy (Londra, 31 marzo 1943) è una costumista e scenografa britannica. Attiva a teatro dagli anni sessanta, ha curato i costumi e/o le scenografie per oltre centocinquanta allestimenti di opere teatrali, opere liriche, musical e balletti, inclusi diciotto allestimenti del National Theatre e una dozzina per la Royal Shakespeare Company. Per il suo lavoro nel teatro e nel cinema britannico ha vinto un BAFTA e due Premi Laurence Olivier.

## Biografia
Nata nel quartiere londinese di Paddington, esordì nel 1966 con la prima mondiale di Daughter in Law di D. H. Lawrence al Royal Court per la regia di Peter Gill. Negli anni successivi curò le scenografie e i costumi per le prime assolute di diverse opere di Edward Bond, mentre nel 1974 esordì con la Royal Shakespeare Company come costumista de La dodicesima notte. Negli anni settanta esordì a Broadway e lavorò ad allestimenti alto profilo a Londra, tra cui Il diavolo bianco con Glenda Jackson all'Old Vic (1976) e Volpone con Paul Scofield e John Gielgud al National Theatre per la regia di Peter Hall (1977).
Negli anni ottanta iniziò a dedicarsi più frequentemente all'opera lirica, curando i costumi per un Eugenio Onegin all'Opera di Roma (1981), Così fan tutte al Metropolitan con Kiri Te Kanawa (1982), Macbeth all'Opera North (1987), Lohengrin all'Hessisches Staatstheater Wiesbaden (1988), La regina delle fate al Festival d'Aix-en-Provence (1989) e diversi allestimenti dell'English National Opera al London Coliseum, incluso Faust (1985), Cavalleria rusticana e Pagliacci (1986).
Nel 1990 fece il suo esordio alla Royal Opera House come costumista del Principe Igor'; nel corso degli anni novanta sarebbe tornata al Covent Garden come costumista de L'olandese volante (1992) e Simon Boccanegra (1997). Nel 1992 esordì invece alla Wiener Staatsoper e alla Houston Grand Opera con I racconti di Hoffmann, mentre nel 1994 vinse il Premio Laurence Olivier per i migliori costumi per il suo lavoro in Un mese in campagna, in cartellone al National Theatre con Helen Mirren e John Hurt. Nello sesso decennio fu la costumista della RSC per i loro allestimenti a Stratford di Enrico IV parte I e II, Pene d'amor perdute, La dodicesima notte, Giulio Cesare e Troilo e Cressida. La sua attività cinematografica fu sempre secondaria rispetto all'attività teatrale, ma nel 1998 vinse comunque il BAFTA ai migliori costumi per La mia regina.
Negli anni 2000 proseguì con le sue collaborazioni con il National Theatre e la Royal Shakespeare Company, vincendo un secondo Premio Olivier nel 2005 per Tutto è bene quel che finisce bene per la regia di Gregory Doran. In campo operistico curò i costumi di Simon Boccanegra alla Dallas Opera (2001), Le nozze di Figaro alla Los Angeles Opera (2004), Così fan tutte all'Opéra national de Lyon (2006) e al Teatro Regio di Parma (2009), nonché La vedova allegra al London Coliseum (2008). Ha continuato a lavorare ad allestimenti di alto profilo fino alla soglia degli ottant'anni e nel 2022 curò i costumi per il Falstaff al Gran Teatro La Fenice.

## Filmografia (parziale)

### Costumista
- Il faro in capo al mondo (The Light at the Edge of the World), regia di Kevin Billington (1971)
- La mia regina (Mrs. Brown), regia di John Madden (1997)
- Basil, regia di Radha Bharadwaj (1998)
- Il giardino di mezzanotte (Tom's Midnight Garden), regia di Willard Carroll (1998)
- Ritorno al giardino segreto (Back to The Secret Garden), regia di Michael Tuchner - film TV (2001)
- Confetti, regia di Debbie Isitt (2006)

## Libri
- Costume since 1945: Couture, street style and anti-fashion. Herbert Press, 1996, ISBN 978-1871569834
- The 80s and 90s. Chelsea House Publishers, 2009. ISBN 978-1604133868
- Colonial America. Chelsea House Publishers, 2009. ISBN 978-1604133806
- Designing Costume for Stage and Screen. Batsford, 2014. ISBN 9781849941532